# Rinorea longipes
Rinorea longipes är en violväxtart som först beskrevs av Louis René Tulasne, och fick sitt nu gällande namn av Henri Ernest Baillon. Rinorea longipes ingår i släktet Rinorea och familjen violväxter. Inga underarter finns listade i Catalogue of Life.